# Премия Ленинского комсомола

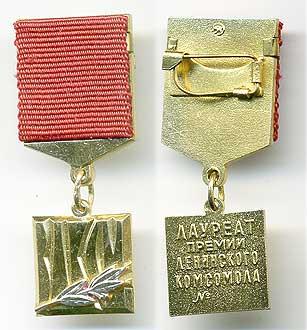
Лицевая и оборотная сторона знака

Премия Ленинского комсомола — награда, учреждённая Центральным комитетом ВЛКСМ. Присуждалась молодым авторам-членам ВЛКСМ, а также коллективам и организациям за выдающиеся достижения в области науки, техники, производства, культуры, а также молодым лицам, показавшим наивысшие достижения во Всесоюзном социалистическом соревновании, проявившим творческую инициативу.

## История
Учреждена постановлением Бюро ЦК ВЛКСМ от 28 марта 1966 года и вручалась изначально за достижения в области литературы, искусства, журналистики и архитектуры. Впоследствии были учреждены премии за достижения в других областях:

### в области науки и техники
«Премия Ленинского комсомола в области науки и техники» являлась государственной премией и была учреждена совместным постановлением Бюро ЦК ВЛКСМ, Государственным комитетом Совета Министров СССР по науке и технике, Президиумом Академии наук СССР и Министерством высшего и среднего специального образования СССР в 1967 году,.
Поощряла молодых научных работников, инженеров, аспирантов, преподавателей вузов, рабочих, колхозников и специалистов народного хозяйства в возрасте до 35 лет за научные исследования и новые технические решения, вносящие крупный вклад в развитие советской науки и народного хозяйства (глубокие теоретические исследования по вопросам марксистско-ленинской науки и экономики, работы по созданию и внедрению наиболее прогрессивных технологических процессов, материалов, машин и механизмов, передового производственно-технического опыта, имеющего большое народнохозяйственное значение). Работы рецензировались независимыми экспертами, содержание рецензий, фамилии рецензентов и места их работы носили закрытый характер и соискателям премии не сообщались, рецензирование не оплачивалось и рассматривалось как проявление внимания к молодой научной смене, требовалась оценка уровня работы по существу, избегая формулировок «работа соответствует определённым требованиям», «значительный вклад», «шаг в решении проблемы», «соответствует требованиям условий конкурса». Имеющиеся недостатки указывались конкретно. Была возможность организации публичного обсуждения работы.
Денежная часть премии составляла 2000 рублей на коллектив.

### в области производства
с 1971 года;

### за большие достижения в педагогической деятельности
с 1984 года;

### за высокие достижения в труде
с 1986 года.
Присуждались ежегодно, а с 1970 года — раз в два года 29 октября — в день основания ВЛКСМ.

На соискание премии выдвигались лица до 35 лет. Как и Ленинская премия, премия Ленинского комсомола повторно не присуждалась. Представления подписывались министрами соответствующих отраслей. Лауреатам вручались диплом, нагрудный знак и денежное вознаграждение в размере 2500 рублей. В области открытых работ списки лауреатов публиковались в прессе союзного значения. В области закрытых работ диплом и нагрудный знак вручались министрами Правительства СССР, а списки лауреатов публикации не подлежали.
Награждение прекращено с распадом Советского Союза. В отличие от Ленинской и Государственной премий СССР, лауреаты премии Ленинского комсомола в Российской Федерации не получают дополнительного материального обеспечения при начислении пенсии. Однако отдельные организации устанавливают для лауреатов данной премии надбавки к заработной плате.
Указ президента РФ от 30 июля 2008 года № 1144 «О премии президента Российской Федерации в области науки и инноваций для молодых учёных» ввёл новую премию, которая по своему содержанию близка к премии Ленинского комсомола: на её соискание могут выдвигаться научные работники, научно-педагогические работники высших учебных заведений, аспиранты и докторанты, а также специалисты различных отраслей экономики, социальной сферы, оборонной промышленности, чей вклад в развитие отечественной науки и в инновационную деятельность соответствует критериям, указанным в Положении о премии.

## Лауреаты премии Ленинского комсомола
Первым лауреатом этой премии в СССР стал Николай Островский (посмертно). Всего же за различные достижения были награждены сотни людей и коллективов:
- в области литературы, искусства, журналистики и архитектуры;
- в области науки и техники;
- за большие достижения в педагогической деятельности;
- за высокие достижения в труде.

## Премии Ленинского комсомола в союзных республиках
- Премия Ленинского комсомола Украинской ССР имени Н. А. Островского (учреждена в 1958 г.)
- Премия Ленинского комсомола Казахской ССР (1964)
- Премия Ленинского комсомола Грузинской ССР (1966)
- Премия Ленинского комсомола Азербайджанской ССР (1966)
- Республиканская литературная премия Ленинского комсомола Литовской ССР (1966)
- Премия Ленинского комсомола Таджикской ССР (1966)
- Премия Ленинского комсомола Белорусской ССР (1967)
- Премия Ленинского комсомола Молдавской ССР имени Бориса Главана (1967)
- Премия Ленинского комсомола Армянской ССР (1967)
- Премия Ленинского комсомола Узбекской ССР (1967)
- Премия Ленинского комсомола Киргизской ССР (1967)
- Премия Ленинского комсомола Эстонской ССР (1968)
- Премия Ленинского комсомола Туркменской ССР (1968)
- Республиканская премия Ленинского комсомола Латвийской ССР (1969)

## Интересные факты
В 1989 году на волне перестройки музыкальную группу «Наутилус Помпилиус» наградили премией Ленинского комсомола, но автор текстов группы Илья Кормильцев отказался от премии.